# Bruce Lee: Return of the Legend
Bruce Lee: Return of the Legend est un jeu vidéo de type beat them all développé par Vicarious Visions et édité par VU Games, sorti en 2003 sur Game Boy Advance. Le joueur y incarne Bruce Lee.

## Accueil
- IGN : 8,4/10[1]
- Jeux vidéo Magazine : 13/20[2]